# Parotis seitzialis
Parotis seitzialis là một loài bướm đêm trong họ Crambidae.